# Steffen Münster
Steffen Münster (auch Steffen Muenster geschrieben; * 1964) ist ein deutscher Schauspieler.

## Leben
Steffen Münster studierte an der Hochschule der Künste Berlin im Fachbereich „Darstellende Kunst“ und konnte sich in der Folgezeit als Theater- und Filmschauspieler etablieren. Seit den 1990er Jahren ist er auf zahlreichen deutschsprachigen Bühnen zu sehen, so unter anderem an der Volksbühne Berlin, am Theater  der Stadt Bonn und an der Komödie am Kurfürstendamm. 
Eine seiner ersten Filmrollen hatte er in Karniggels im Jahr 1991.

## Filmografie (Auswahl)

### Fernsehen
- 1995: Wilder Westerwald
- 1995: Balko – Grand mit Viren
- 1996: Wolffs Revier – Cherchez la femme
- 1996: Tatort – Schlaflose Nächte
- 1997: Polizeiruf 110 – Der Tausch
- 1997: Die Feuerengel
- 1999: Tatort – Dagoberts Enkel
- 2000: Die Wache – Fracht aus Odessa
- 2000: Dr. Stefan Frank – Der Arzt, dem die Frauen vertrauen – Das Mädchen Florian
- 2001: Ein starkes Team – Lug und Trug
- 2002: Edgar Wallace – Das Schloss des Grauens
- 2002: Dr. Sommerfeld – Neues vom Bülowbogen – Shaken und Schäkern
- 2004: Love Hurts
- 2004: Die Pfefferkörner
- 2004: Finanzbeamte küsst man nicht
- 2005: Polizeiruf 110 – Die Prüfung
- 2005: Macho im Schleudergang
- 2006: Wilsberg – Tod auf Rezept
- 2006: Polizeiruf 110 – Schneewittchen
- 2006: In aller Freundschaft – Die Waffen der Frauen
- 2007: Alarm für Cobra 11 – Die Autobahnpolizei – Alte Schule
- 2007: GSG 9 – Ihr Einsatz ist ihr Leben
- 2007: Tatort – Dornröschens Rache
- 2008: Tatort – Der frühe Abschied
- 2008: Die Anwälte (sechs Episoden)
- 2008: Der Bulle von Tölz: Die Leonhardifahrer
- 2008: Die Deutschen – Robert Blum und die Revolution
- 2009: Tatort – Altlasten
- 2009: Stromberg
- 2009: Notruf Hafenkante – Doppelleben
- 2010: Tatort – Hitchcock und Frau Wernicke
- 2010: Bella Vita
- 2010: Tatort – Der letzte Patient
- 2011: Beutolomäus und die Wunderflöte
- 2011: Fischer fischt Frau
- 2012: Der letzte Bulle – Aller guten Dinge sind drei
- 2012: Notruf Hafenkante – Unzertrennlich
- 2014, 2020: Morden im Norden – Blumenopfer, Befangen
- 2014: Polizeiruf 110 – Familiensache
- 2015: Tatort – Das Haus am Ende der Straße
- 2015: Die Wallensteins – Dresdner Dämonen
- 2016: Dresden Mord: Nachtgestalten
- 2016, 2021: Alarm für Cobra 11 – Die Autobahnpolizei – Tödlicher Profit, Identität, Das Team
- 2016: Tatort: Wir – Ihr – Sie
- 2017: Die Spezialisten – Im Namen der Opfer – Große weite Welt
- 2017: In aller Freundschaft – Die jungen Ärzte – Gegen den Strom
- 2017: Heldt – Die Dinos sind los
- 2018: Wilsberg – Morderney
- 2018: Macht euch keine Sorgen!
- 2019: Wolfsland – Heimsuchung
- 2019: Der Sommer nach dem Abitur
- 2020: In aller Freundschaft – Bruchlandung
- 2020: Ostfriesengrab
- seit 2020: Fritzie – Der Himmel muss warten
- 2021, 2025: SOKO Potsdam – Tod in der Havel, Lagerkoller
- 2021: SOKO Leipzig – Die letzte Rate
- 2021: WaPo Berlin – Ein fast perfekter Mann
- 2021: Schneller als die Angst
- 2022: Inga Lindström: Schmetterlinge im Bauch
- 2023: Familie Anders: Zwei sind einer zu viel
- 2025: SOKO Stuttgart: Im Schatten der Macht (Fernsehserie)

### Filme
- 1991: Karniggels
- 1998: Move On Up
- 1998: Plus-minus null
- 2000: Otto – Der Katastrofenfilm
- 2001: Viktor Vogel – Commercial Man
- 2002: Bungalow
- 2002: Pigs Will Fly
- 2004: Experiment Bootcamp

## Hörspiele
- 1989: Matthias Zschokke: Brut – Regie: Jörg Jannings (Hörspiel – RIAS Berlin)